# Nil-Saint-Martin
Nil-Saint-Martin (wallon: A Mårtén) est un hameau de la localité de Nil-Saint-Vincent-Saint-Martin de la commune belge de Walhain située en Région wallonne dans la province du Brabant wallon.